# Karlsruher Linie

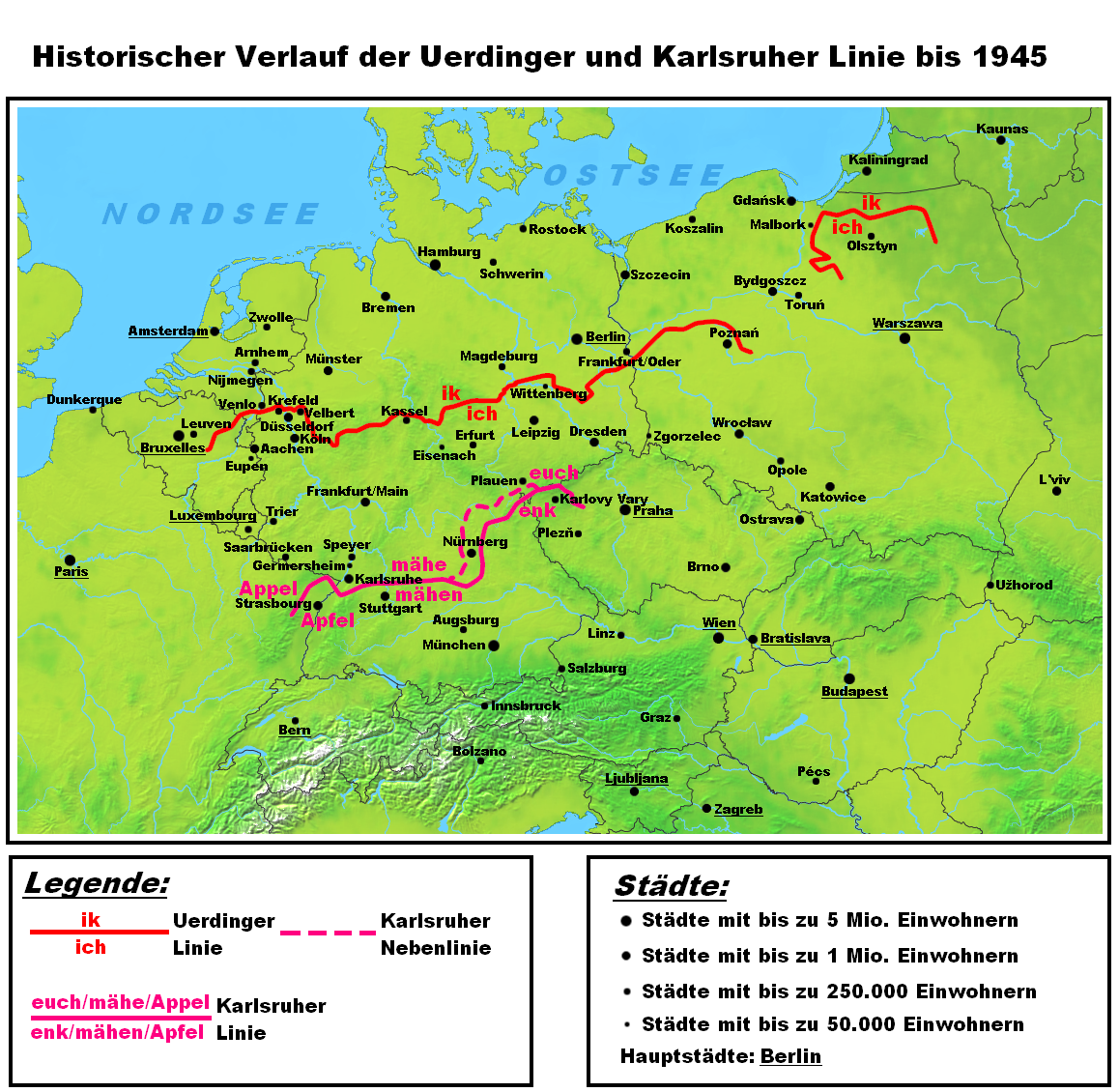
Die Uerdinger und Karlsruher Linie als historische Sprachgrenzen zwischen Nieder- und Mitteldeutsch bzw. Mittel- und Oberdeutsch

Karlsruher Linie oder auch Karlsruhe-Nürnberg-Hof-Linie ist der Name einer in der Germanistik und der deutschsprachigen Dialektologie verwendeten Isoglosse innerhalb des kontinentalwestgermanischen Dialektkontinuums. Sie trennt die nördlich von ihr gelegenen südfränkischen und ostfränkischen Dialekte von den südlichen bairischen, schwäbischen und alemannischen Dialekten.
Diese Isoglosse setzt sich streckenweise aus den Nordgrenzen dreier anderer Isoglossen zusammen, von denen zwei verschiedene Formen des Pronomens Dativ Plural verwenden: Der erste Teilbereich wird durch die haus/hus-Linie und der zweite durch die mähe/mähet-Linie gebildet, die sich durch die Verwendung zweier verschiedener Verbformen in der dritten Person Plural (hier am Beispiel des Wortes „mähen“), das südfränkische „mähe“ vom schwäbisch-alemannischen „mähet“ scheidet. Der dritte Teilbereich setzt sich aus der die bairischen euch/enk-Linie zusammen, die das im bairischen Sprachraum gebräuchliche „enk“ vom ostfränkischen und schwäbischen „euch“ scheidet. 
In der älteren germanistischen Literatur, so erstmals bei Gottsched (1748), wird die Karlsruher Linie als Hauptisoglosse angesehen, die die ober- und mitteldeutschen Dialekte voneinander trennte. Doch da diese rein geografische Einteilung die durchweg oberdeutsch geprägten südfränkischen und ostfränkischen Dialekte dem mitteldeutschen Bereich zuschlug, wurde es im 19. Jahrhundert üblich (Wenker), die Nordgrenze des oberdeutschen Dialektgebietes mit der nördlicheren Speyerer Linie anzusetzen. Doch auch diese Lösung war unzureichend, nun wurden zahlreiche thüringische Dialekte einem Dialektgebiet zugeschlagen, dem sie sprachlich nicht angehörten. Deswegen entschied sich die Germanistik, ober- und mitteldeutsche Dialekte an der Germersheim-Geisa-Hof-Linie voneinander abzugrenzen.

## „Fränkisch-bairische Plural-Linie“ (Nebenlinie)
In der germanistischen Sekundärliteratur ist es teilweise üblich, zur Begrenzung des mittel- und des oberdeutschen Dialektgebiets an eine nördliche Nebenlinie der Karlsruher Linie, der sogenannten fränkisch-bairischen Plural-Linie zu ziehen. Infolgedessen wurde die Stadt Aš (Asch) und deren Umfeld als sprachliche Interferenzzone (Übergangsgebiet) zwischen den ostfränkischen und bairischen Dialekten angesehen und den letzteren zugeschlagen, obgleich sie im Wesentlichen über ostfränkische Merkmale verfügt. Diese germanistisch unbedeutende Isoglosse verläuft westlich von Nürnberg, sodass die Stadt und deren Umfeld ebenfalls zu den oberpfälzischen Dialekten des Bairischen zugeschlagen wurde. 
Die hier beschriebene Nebenlinie ist in obiger Karte gestrichelt dargestellt.

## Verlauf
Die Karlsruher Linie stellt sprachhistorisch eine Nebenlinie der Speyerer Linie dar. Nachdem die Karlsruher die Lauter überschritten hat, verlässt sie das bisherige Isoglossenbündel, welches aus Speyerer und Germersheimer Linie besteht, um nun der Lauter folgend nach Südosten zu verlaufen, wo sie östlich der Stadt Lauterbourg auf den Rhein stößt. Sie folgt diesem linksrheinisch, um diesen bei Ettlingen, südlich von Karlsruhe, zu überschreiten und von nun in nordöstlicher Richtung zu verlaufen. 
Ihr weiterer Verlauf wird jetzt durch die Städtelinie Neuenbürg – Weil (Esslingen am Neckar) – Sachsenheim – Bönnigheim – Murrhardt – Oettingen in Bayern – Weißenburg in Bayern – Abenberg – Allersberg – Nürnberg – Hersbruck – Auerbach in der Oberpfalz – Goldernach – Wunsiedel – Hof (Saale) – Bad Brambach gebildet.
Bis zur Flucht und Vertreibung der Deutschen aus dem ehemaligen Sudetenland verlief diese Isoglosse durch das Ascher Ländchen und stieß bei Neukirchen/Erzgeb. auf die Germersheim-Geisa-Hof-Linie, um dann mit dieser gemeinsam zu enden.